# Luranah Aldridge
Luranah Aldridge   (Londres, 1860 - Londres, 20 de novembre de 1932) nom artístic d'Irene Luranah Pauline Aldridge  va ser una cantant d'òpera anglesa als Estats Units i Europa que extraoficialment "va trencar la barrera del color" per als cantants d'òpera negra de Richard Wagner el 1896, molt abans que Grace Bumbry.

## Biografia
Luranah va anar a un internat amb la seva germana Amanda Aldridge en un convent de Gant, Bèlgica, des de 1875 fins a 1879. Aquesta institució, anomenada "Les Dames de l'Instruction Chrétienne" (Les Dames de l'Instrucció Cristiana), havia estat creada el 1807 a petició del bisbe de Gant, Monsenyor de Broglie, amb la vocació de formar noies joves fins aleshores destinades a les tasques domèstiques. Aquesta institució estava destinada a la formació de noies joves de l'aristocràcia.
Luranah Aldridge va estudiar cant a Alemanya, Anglaterra i França. Es deia que era la "posseïdora d'una veritable veu de contralt" i tenia una àmplia gamma vocal. Charles Gounod va dir d'ella a Augustus Harris: "Vols escoltar una de les veus més boniques que existeixen? Molt bé! Fes una audició a Mademoiselle Luranah Aldridge". Va cantar a "Ring Cycles" a Londres el 1898 i el 1905. Va actuar a Londres fins a la Primera Guerra Mundial, després de la qual va quedar postrada amb reumatisme i ja no va actuar.
L'any 1896, Cosima Wagner la va emetre per aparèixer a la segona producció completa del cicle L'anell dels Nibelungs al Festival de Bayreuth. Mentre assajava, es va emmalaltir i la van enviar a un balneari proper per recuperar-se. No va poder aparèixer al festival aquell any i malgrat una relació aparentment amistosa amb els Wagner no va ser convidada a tornar.

## Vida personal
Aldridge era filla de l'actor Ira Aldridge i de l'autoanomenada comtessa sueca Amanda von Brandt. Va rebre el nom de la mare d'Ira Aldridge, Luranah. La seva germana era la cantant i compositora d'òpera britànica Amanda Ira Aldridge. A mesura que el reumatisme de Luranah va empitjorar, Amanda es va cuidar d'ella i va descriure Luranah el 1921 com "molt indefensa". Luranah es va suïcidar per sobredosi d'aspirina el 1932. Està enterrada al cementiri de Gunnersbury, a Londres.